# Loscouët-sur-Meu
Loscouët-sur-Meu (bret. Loskoed-ar-Mozon) – miejscowość i gmina we Francji, w regionie Bretania, w departamencie Côtes-d’Armor.
Według danych na rok 1990 gminę zamieszkiwało 631 osób, a gęstość zaludnienia wynosiła 28 osób/km² (wśród 1269 gmin Bretanii Loscouët-sur-Meu plasuje się na 759. miejscu pod względem liczby ludności, natomiast pod względem powierzchni na miejscu 439.).